# Петър Димитров (актьор)
Вижте пояснителната страница за други личности с името Петър Димитров.
Петър Димитров Гочев е български актьор и театрален деец, деец на БРСДП (т.с.) и БКП.

## Биография
Роден е на 15 август 1892 година в град Чирпан.
Между 1907 и 1909 г. работи като словослагател в Стара Загора и Пловдив. През 1910 година става член на БРСДП (т.с.).
От 1910 до 1911 г. е актьор в драматичния театър „Роза Попова“. През 1911 година започва да се изявява като актьор в Пловдив. Между 1914 и 1920 г. е в Гюмюрджинския театър.
През 1919 година участва в създаването на професионалната организация на артистите и театралните дейци в България.
От 1939 до 1941 г. е директор и режисьор на Бургаския театър. През 1941 – 1942 г. работи във Варненски общински театър. Интерниран е в Белоградчик между 1942 и 1943 г. за комунистическа дейност. От 1944 до 1945 г. е в Пловдивския театър. В периода 1945 до 1967 г. играе на сцената на Народния театър, като от 1945 до 1947 г. е негов директор.
Между 1945 и 1965 г. е председател на САБ.
Народен представител в Трето народно събрание.
От 1957 до 1960 г. е член на Комитета по мира. Негови спомени, писма, статии и документи са налични в Централен държавен архив – Ф. 816К, 1 опис, 48 а.е.

## Награди
- Димитровска награда (1950, 1951),
- орден „Георги Димитров“ (1952, 1962),
- орден „Народна република България“ първа степен (1959).

## Театрални роли
- Пехлеванов в „Брониран влак 14 – 69" (В. Иванов)
- Чорбаджи Йордан в „Под игото" (Иван Вазов)
- Големанов в „Големанов" (Ст. Л. Костов)
- Златил в „Боряна" (Йордан Йовков)
- Юрталана в „Снаха" (Георги Караславов)
- Дойчин Радионов в „Царска милост" (Камен Зидаров)

## Филмография
| Година | Филми             | Роля                          |
| ------ | ----------------- | ----------------------------- |
| 1954   | Снаха             | Юрталана                      |
| 1952   | Наша земя         | бай Колю, председател на ТКЗС |
| 1952   | Под игото         | чорбаджи Юрдан                |
| 1951   | Утро над родината | инженер Цачев                 |